# Randez-Vous z Ireną Santor
Randez-Vous z Ireną Santor – pierwszy album studyjny Ireny Santor wydany w 1961 roku nakładem Polskich Nagrań w formie 10-calowej płyty gramofonowej. W 2018 płyta miała swoją premierę w serwisach streamingowych.

## Lista utworów
Strona a:
1. Człowiek, którego kocham (George Gershwin - Marian Hemar)
2. Maleńki znak (Zygmunt Wiehler - Krystyna Wolińska)
3. Targowy dzień (Alojzy Thomys) [utwór instrumentalny]
4. Noc nie wierzy w sny (Władysław Szpilman - Jerzy Ficowski)

Strona b:
1. Begin the beguine (Cole Porter - Andrzej Tylczyński, Jadwiga Dumnicka)
2. Embarras (Jerzy Wasowski - Jeremi Przybora)
3. Bar Flamingo (Józef Rusek) [utwór instrumentalny]
4. Nie szukaj mnie (Bogusław Klimczuk - Bogusław Choiński, Jan Gałkowski)

## Charakterystyka albumu
Płyta Randez-Vous z Ireną Santor to zbiór pierwszych nagrań Ireny Santor dokonanych dla Polskich Nagrań w Warszawie. Na płycie w całości zagrała Orkiestra Taneczna Polskiego Radia pod dyrekcją Edwarda Czernego, która wykonuje na niej również dwa utwory instrumentalne. Dwie najpopularniejsze piosenki z płyty ukazały się także w formie singli na płytach szelakowych i singlach Polskich Nagrań i Pronitu. W 1998 natomiast wszystkie piosenki z płyty w wykonaniu Ireny Santor ukazały się w zremasterowanych wersjach na pierwszej z dwunastu wspomnieniowych płyt artystki zawierającej jej pierwsze nagrania studyjne dokonane dla Polskich Nagrań w Warszawie. W 2018 wszystkie utwory nagrane na płycie ukazały się w serwisach streamingowych przegrane z oryginalnych taśm archiwalnych.

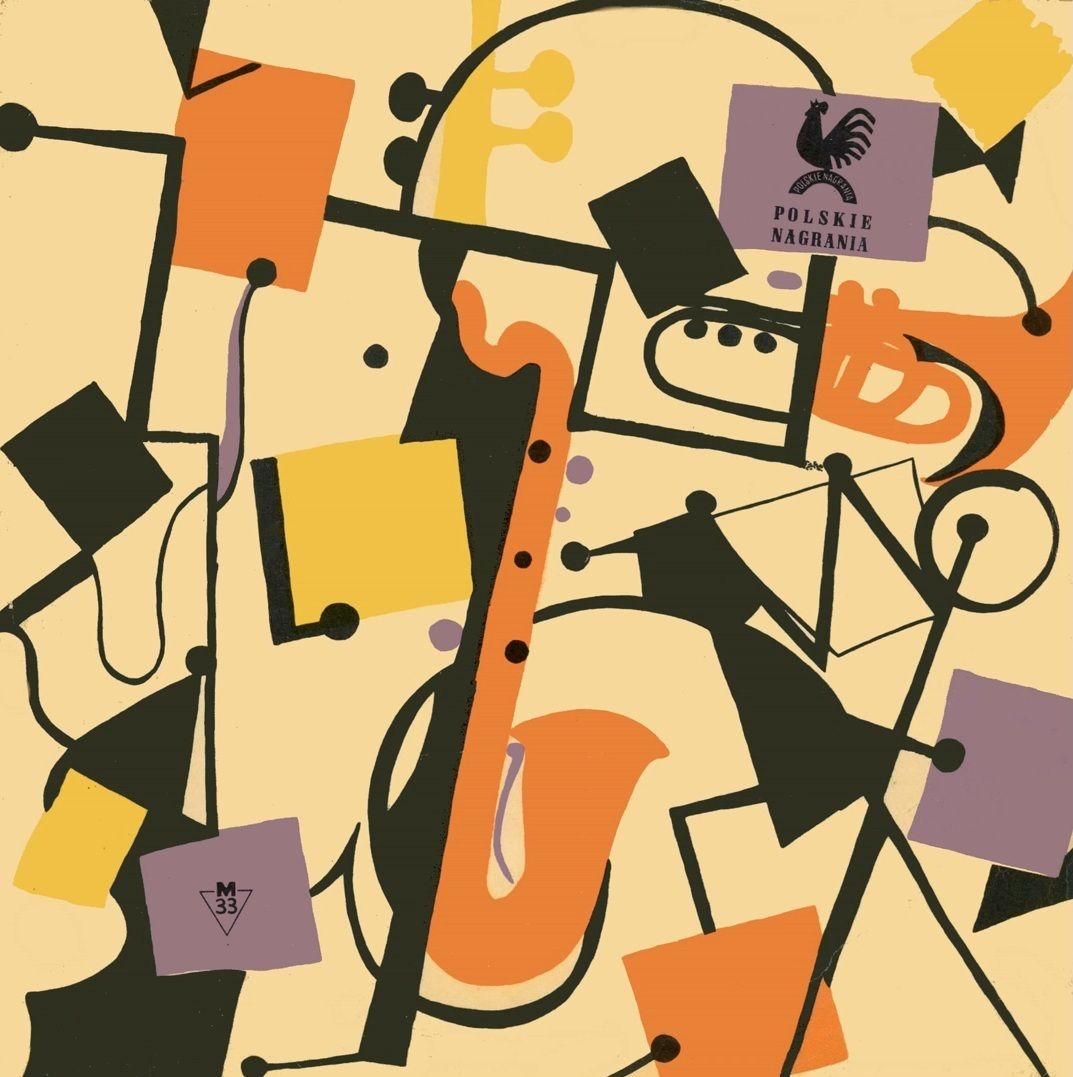
Okładka pierwszego wydania płyty.

## Płyty szelakowe i single z nagraniami z albumuRandez-Vous z Ireną Santor
Opracowano na podstawie materiału źródłowego.
- [1961] Muza 3372 / Muza SP 20 – Maleńki znak
- [1961] Pronit 3371 / Muza SP 21 – Embarras

## Ciekawostki
W 1961 Irena Santor zdobyła pierwszą nagrodę na 1. Międzynarodowym Festiwalu Piosenki Sopot 1961 śpiewając utwór z płyty Randez-Vous z Ireną Santor pt. Embarras, za który otrzymała 96 punktów.

## Muzycy
- Irena Santor – śpiew
- Orkiestra Taneczna Polskiego Radia p/d Edwarda Czernego – akompaniament, wykonanie utworów instrumentalnych